# Кудрявцев, Сергей Валентинович (контр-адмирал)
Серге́й Валенти́нович Кудря́вцев (17 (30) июля 1902, Кременец — 17 января 1980, Ленинград) — советский военачальник, контр-адмирал (24 мая 1945), кандидат военно-морских наук (1952), доцент (1953).

## Биография
В РККА с июля 1919 года. Участник Гражданской войны. Младший санитар полевого госпиталя (июль 1919 — февраль 1920 года), агент особого учета мастерских службы движения (февраль 1920 — октябрь 1921 года), курсант 3-й Петроградской артиллерийской школы (октябрь 1921 — февраль 1922 года).
Вахтенный начальник (май — октябрь 1925 года), ревизор (октябрь 1925 — июнь 1926 года), младший артиллерист (июнь — октябрь 1926 года) крейсера «Коминтерн», старший артиллерист эсминца «Петровский» (октябрь 1927 — декабрь 1928 года), крейсера «Червона Украина» (декабрь 1928 — февраль 1931 года), помощник начальника сектора оперативного отдела штаба Морских сил Чёрного моря (февраль 1931 — декабрь 1934 года).
Начальник отделения 2-го отдела (май 1937 — апрель 1938 года) Главного морского штаба ВМФ. Начальник ОБП (апрель — август 1938 года), помощник начальника штаба (июль — декабрь 1938 года), исполняющий должность начальника группы для особых поручений по флоту при Военном совете (декабрь 1938 — февраль 1939 года), начальник штаба бригады линейных кораблей (февраль — июнь 1939 года), командир эсминцев «Страшный» (июнь — август 1939 года), «Сметливый» (август 1939 — май 1940 года); участник советско-финляндской войны 1939—1940 годов, начальник ОБП штаба КБФ с мая 1940 года.
В Великую Отечественную войну вступил в прежней должности. Начальник штаба ЛВФ (сентябрь 1941 — декабрь 1942 года), Ленинградской ВМБ (декабрь 1942 — январь 1943 года), помощник начальника штаба флота (январь — сентябрь 1943 года), командир шхерного отряда ОВРа Кронштадтского МОР (сентябрь 1943 — февраль 1944 года) КБФ, отряда шхерной бригады (февраль — июнь 1944 года) КБФ.

Из боевой характеристики: 

«За время пребывания в штабе на должности помощника начальника штаба основной свой упор в работе взял на руководство отделом боевой подготовки. Энергично и плодотворно работает в соединениях и частях флота по проверке и устранению недочетов в БП. Имея большой опыт штабной работы и в частности, по организации БП, несомненно помог отделу БП лучше организовать свою работу… Энергично работал также по кругу вопросов, связанных с обязанностями помощника начальника штаба. Непосредственного участия в боевых операциях за время пребывания в штабе не принимал… по своей новой должности командира шхерного отряда энергично взялся за организацию боевой подготовки вновь вступающих в строй кораблей и уже за короткий срок добился значительных успехов в деле боевого сколачивания своего соединения».

Начальник отдела Западного направления Оперативного управления Главного морского штаба с июня 1944 года.
После окончания войны оставался в прежней должности. Заместитель начальника УБП — начальник 2-го отдела Главного штаба ВМС (ноябрь 1945 — март 1947 года). Командир бригады шхерных кораблей 8-го ВМФ (март 1947 — январь 1949 года). В распоряжении главкома ВМС (январь — февраль 1949 года).
Заместитель начальника кафедры общей тактики (февраль 1949 — май 1950 года) ВМА им. К. Е. Ворошилова, начальник кафедр тактики родов и оружия ВМС (май — ноябрь 1950 года), тактики родов ВМС ВМАКВ им. А. Н. Крылова (ноябрь 1950 — август 1958 года).

Могила Кудрявцева на Южном кладбище Санкт-Петербурга.

С августа 1958 года в отставке.

## Награды
- Орден Ленина (1945)[3];
- Орден Красного Знамени (1943)[4];
- Орден Красного Знамени (1944)[5];
- Орден Красного Знамени (1950);
- Орден Отечественной войны I степени (1944)[6];
- Орден Красной Звезды (1940);
- Медаль «XX лет Рабоче-Крестьянской Красной Армии» (1938)[7];
- Медаль «За оборону Ленинграда»[7];
- Медаль «За победу над Германией в Великой Отечественной войне 1941—1945 гг.» (1945);
- и другие медали.
- Именное оружие (1952).

## Сочинения
- Воспоминания // Сов. моряк. 25.1.1964;
- [Интервью] // Страж Балтики. 30.12.1977;
- Крутою Ладожской волною // На дороге жизни. М., 1980. С. 455—458.

## Архивы
- ЦВМА, личное дело № 40851; ф. 3, on. 1, д. 823, л. 257; оп. 29, д. 57, л. 82-87; оп. 028554, д. 163, л. 121—123; ф. 444, оп. 022833, д. 26.
- РГА ВМФ, ф. р-2192, оп. 3, д. 1603.